# شاخص فوتسی ۲۵۰
شاخص فوتسی ۲۵۰ (انگلیسی: FTSE 250 Index) شاخص بازار بورس اوراق بهادار لندن است، که از ۲۵۰ شرکت بزرگ بورس لندن را شامل می‌شود.